# Marchfeld
Das Marchfeld ist eine etwa 900 km² große Tegel- und Schotterebene, die den östlich an Wien grenzenden Teil Niederösterreichs bildet, eine der größten Ebenen Österreichs. Geologisch ist das Marchfeld die Nordhälfte des Wiener Beckens, das entlang der Donau etwa 60 Kilometer breit ist und nach Norden schmäler wird.
Der namensgebende Fluss im Osten ist die March (von „Mark, Grenze“), dem Grenzfluss Österreichs zur Slowakei, also in der Bedeutung „Gebiet/Ebene am Grenzfluss“, wo sich die Ebene unter dem Namen Záhorie fortsetzt und in die Kleinen bzw. Weißen Karpaten übergeht, dort zieht sie sich bis zur tschechischen Grenze bei Hodonín. Im Süden wird das Gebiet von der Donau und ihren Auen (z. B. Lobau) begrenzt, im Norden wird vom Wiener Bisamberg bis Angern an der March vom Hügelland des Weinviertels. (In der offiziellen Vierteleinteilung Niederösterreichs, nicht aber in der Alltagswahrnehmung, gehört das Marchfeld zum Weinviertel.) Der flache österreichische Uferstreifen der March bis Hohenau und dem Dreiländereck zählt ebenfalls noch zum erweiterten Marchfeld.
Das Marchfeld ist ungefähr deckungsgleich mit dem größeren, südlichen Teil des Bezirks Gänserndorf (Gänserndorf ist der Hauptort des Marchfeldes) und fungiert traditionell als Gemüselieferant Wiens und „Kornkammer Österreichs“. Wirtschaftlich ist es seit den 1930er-Jahren durch seine Erdöl- und Erdgas-Vorkommen bedeutsam, architektonisch unter anderem durch mehrere Barockkirchen, Stadtplätze und die Marchfeldschlösser.
Das Marchfeld war Thema der Niederösterreichischen Landesausstellung 2022, die in Schloss Marchegg stattfand.

## Landschaftsbeschreibung

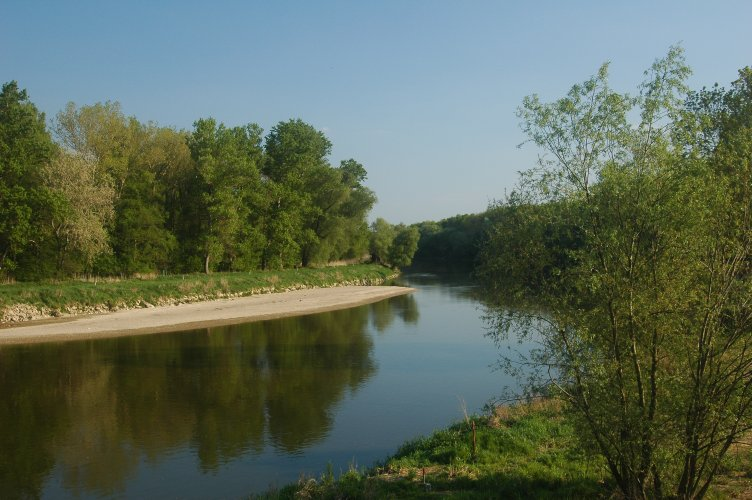
Auenlandschaft an der March

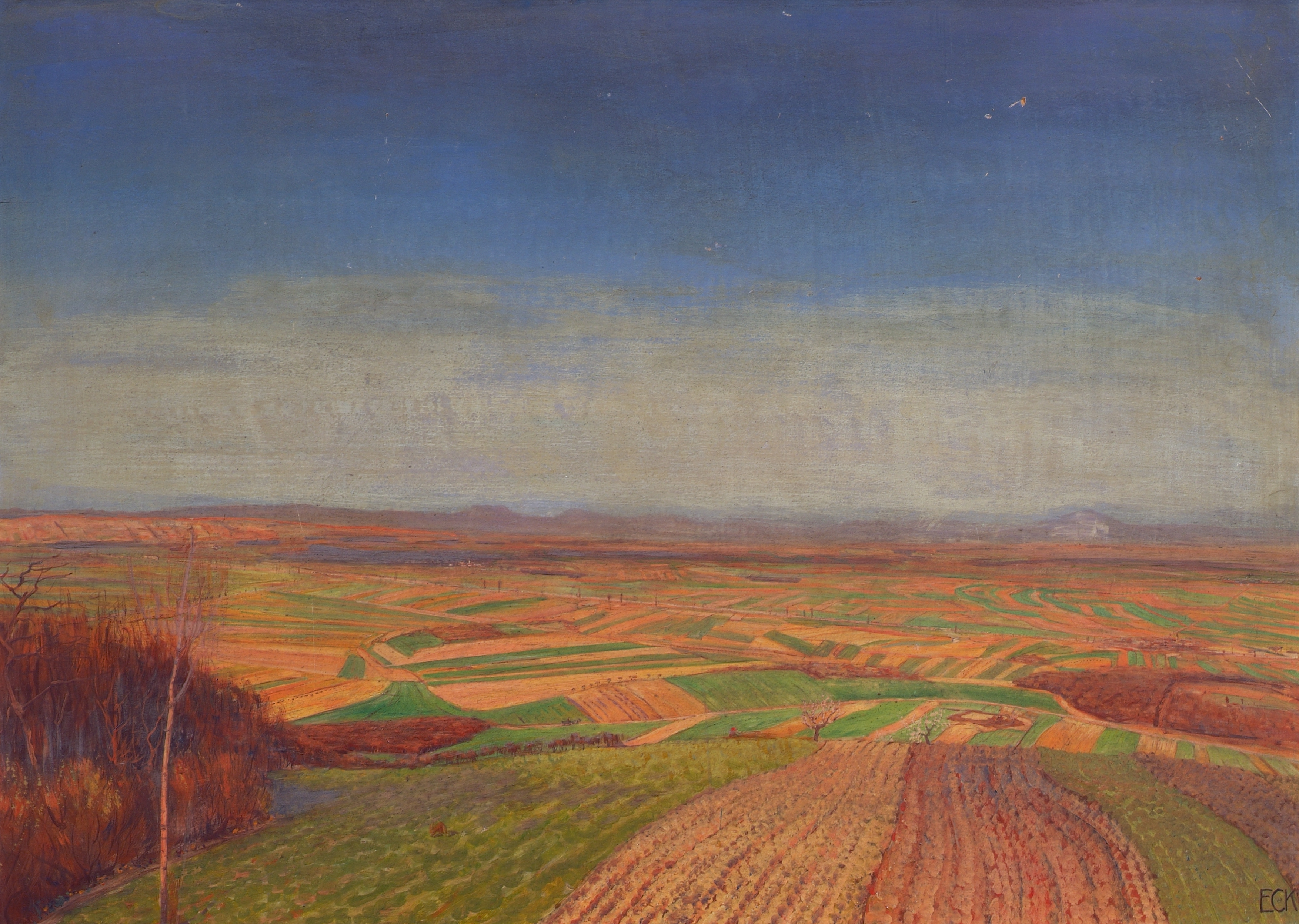
Ernst Eck: Blick vom Bisamberg ins Marchfeld (1910)

Das Wiener Becken ist ein Senkungsgebiet zwischen Ostalpen und Karpaten, das im Tertiär eine weite, einige hundert Meter tiefe Meeresbucht war. Sie wurde langsam von den Ablagerungen der einmündenden Flüsse zugeschüttet und zu einem bis sechs Kilometer tiefen Sedimentbecken. Der auf diesen Ablagerungen gedeihende Urwald versank in den Eiszeiten und Zwischeneiszeiten. Vor Einbruch des Wiener Beckens und Aufwölbung der Alpen lag hier 50 Millionen Jahre lang das Molasse-Meer, das weitere 20 Millionen Jahre für seinen Rückzug und das Absetzen von Brackwasserschichten bis zur Austrocknung des Pannonischen Sees brauchte.
Der Kleine Wagram teilt das Marchfeld in die südliche, fruchtbare Praterterrasse und die nördliche Gänserndorfer Terrasse und Schlosshofer Platte: diluviale Schotterkörper mit einer dünnen Humusschicht darüber und Flugsand, ursprünglich eine mit Sträuchern bedeckte Heide. Das Marchfeld ist nicht nur geografisch und politisch ein Grenzgebiet, sondern auch landschaftlich, zwischen baltischer und pannonischer Zone.
Emmerich Schaffran schreibt: 

„Schon in den stadtseitigen Hängen des Wienerwaldes zeigen sich in mancher Pflanze, in mancher Insektenart und besonders im Klima die ersten Vorboten des pannonischen Gebietes und noch deutlicher wird dies in der Umgebung von Hainburg, wo sehr hohe Sommertemperaturen kalten und stürmischen Wintertagen gegenüberstehen, und wo nicht, wie im zentralen und westlichen Europa, besonders im Gebiet des baltischen Klimas, die Niederschläge mehr gleichmäßig über das ganze Jahr verteilt sind, sondern sich in scharf abgegrenzte Regen- und Trockenzeiten scheiden. […] Oftmals weicht der Föhrenwald niedrigem, macchiaartigem Dorngestrüpp, durchsetzt mit verbogenen Zerr-Eichen und Ginsterbüschen; da und dort treten als weitere Zeugen des nahen Steppenklimas feinstielige Federgräser, Zwergschwertlilien und Wacholderstauden auf. Ebenso sind die großen und mitunter schwer passierbaren Auen zwischen Petronell und Deutsch Altenburg, sowie gegenüber von Hainburg und bei Wolfsthal zum größten Teil aus pontischen Bäumen, Büschen und Gräsern gebildet.“

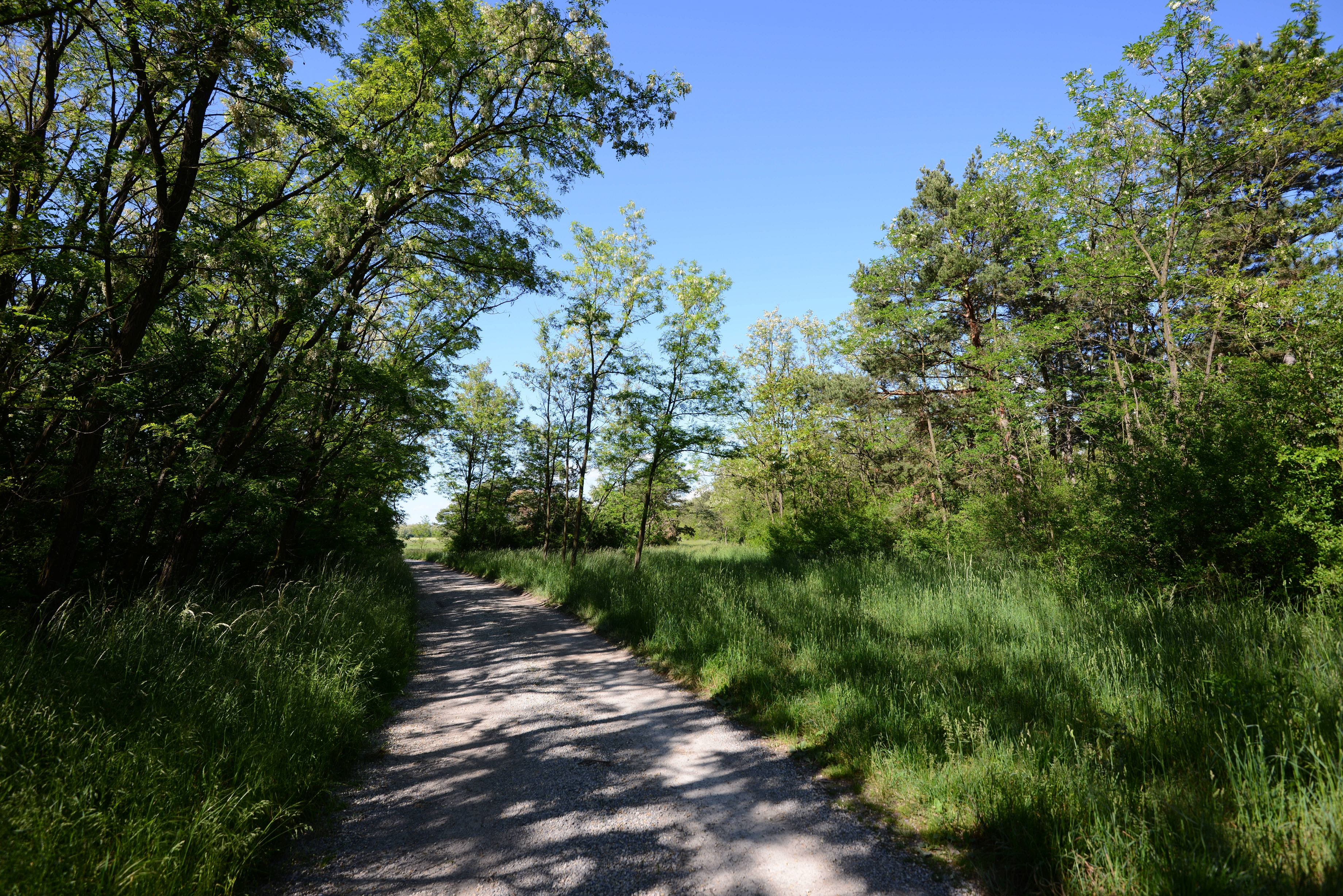
Weikendorfer Remise

Nur vereinzelt, vor allem zwischen Gänserndorf und Oberweiden, hat sich die ursprüngliche Heidelandschaft erhalten. Die Weikendorfer Remise war 1927 das erste österreichische Naturschutzgebiet, die Sandberge Oberweiden wurden 1961 zum Naturschutzgebiet erklärt. Mit Verordnung der Europaschutzgebiete „Pannonische Sanddünen“ und „Sandboden und Praterterrasse“ steht der gesamte Bereich unter Schutz. Die kleinen Sümpfe, Moore und Teiche aber sind beinahe restlos verschwunden. Das größte Gewässer, der Rußbach, der das Marchfeld, von Nordwesten kommend und bei Hainburg in die Donau mündend, in zwei Hälften teilt, ist ein trübes, eingedämmtes Rinnsal, dem erst in jüngster Zeit, als er in den Marchfeldkanal integriert wurde, ein paar neu angelegte Biotope zugestanden wurden.
Obwohl überdüngt und zerkultiviert, weist das Marchfeld kleinflächig bemerkenswerte Flora und Fauna auf. Daher wurden im östlichen Marchfeld die Europaschutzgebiete Pannonische Sanddünen sowie Vogelschutzgebiet Sandboden und Praterterrasse ausgewiesen, an die im Osten die Europaschutzgebiete March-Thaya-Auen angrenzen. Leopoldsdorf beheimatet eine wildbiologische Station, da im Nahbereich Großtrappen, deren Vorfahren nach Einführung des Rapsanbaus um 1920 im Seewinkel eingewandert waren, vorkommen. Diese sind vom Aussterben bedroht: 1977 wurden 33 Stück gezählt, 1996 sieben und 2000 fünf – ein Hahn und vier Hennen. 2009 wurden drei Hähne und neun Hennen gezählt. Der Herbstbestand 2012 betrug elf Vögel. Die Bisamratten freilich (1905 von einem böhmischen Grafen nach Europa importiert und seither in Verbreitung begriffen) können sich über den Ausbau des Rußbaches zum Marchfeldkanal freuen. In den Marchsümpfen bei Marchegg findet man noch Störche.

## Landwirtschaft

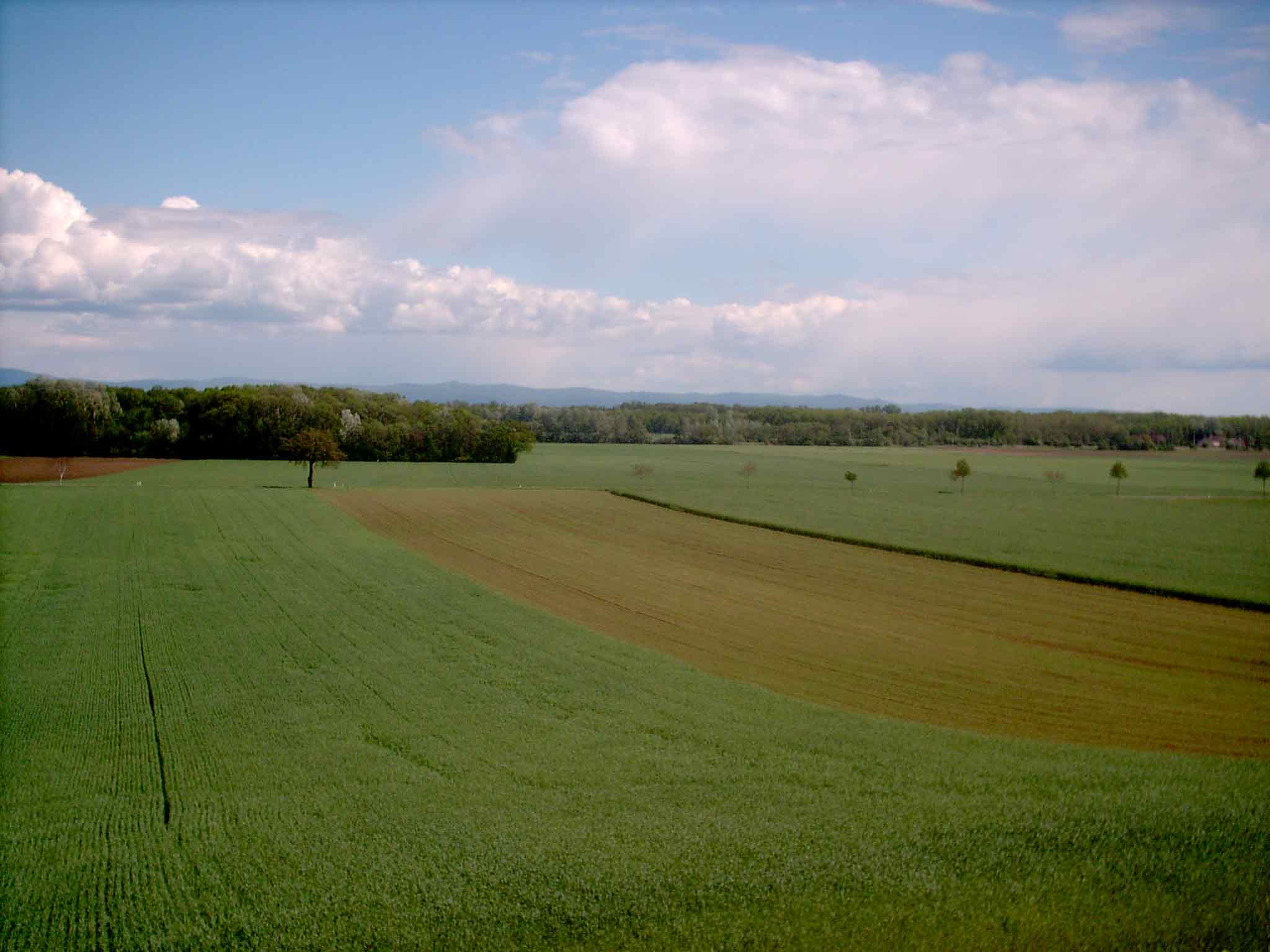
Bei Dürnkrut

In der Region herrscht ein pannonisches Klima, das sich vor allem durch mäßig kalte Winter und heiße Sommer auszeichnet. Das Marchfeld eignet sich durch das vorherrschende Klima besonders gut für die Gemüseproduktion und ist mit einer Gesamtanbaufläche von circa 7.000 Hektar die bedeutendste Gemüseanbauregion Niederösterreichs. Das Marchfeld ist daher der Gemüselieferant Wiens, flächenmäßig am bedeutendsten sind Zwiebeln (Allium cepa), Grünerbse (Pisum sativum), Karotte (Daucus carota ssp. sativus), Spargel (Asparagus officinalis L), Spinat (Spinacia oleracae), Schnittbohnen (Phaseolus vulgaris) und Kraut. Vom finanziellen Ertrag ist auch der Erdbeeranbau bedeutend. Das Marchfeld wird traditionell auch als die „Kornkammer Österreichs“ bezeichnet, da es bis in das 19. Jahrhundert von der Getreidewirtschaft dominiert wurde. Der Getreideanbau ist immer noch bedeutend. Das Marchfeld entwickelte sich aber neben dem Gemüseanbau auch zum Hauptanbaugebiet für Zuckerrüben mit Zuckerfabriken in Dürnkrut (stillgelegt), Leopoldsdorf und Hohenau (stillgelegt).
Trotz seiner Stellung als traditionelle „Kornkammer Österreichs“ ist das Marchfeld mit einem durchschnittlichen Jahresniederschlag unter 550 Millimetern das trockenste Gebiet Österreichs. Dem sinkenden Grundwasserspiegel infolge der Übernutzung des Grundwasserkörpers wurde mit einem Kanal, dem im Jahr 1992 in Betrieb genommenen Marchfeldkanal, begegnet. Der Versteppung durch Windabtrag des Humus soll mit Windschutzstreifen begegnet werden.
|                        | Jan  | Feb  | Mär  | Apr  | Mai  | Jun  | Jul  | Aug  | Sep  | Okt  | Nov  | Dez  |   |      |
| Mittl. Temperatur (°C) | −1,0 | 0,9  | 4,9  | 10,1 | 14,8 | 18,2 | 19,9 | 19,3 | 15,3 | 10,0 | 4,8  | 0,9  | ⌀ | 9,9  |
| Mittl. Tagesmax. (°C)  | 2,0  | 4,5  | 9,7  | 15,7 | 20,7 | 24,0 | 26,1 | 25,4 | 21,0 | 15,0 | 8,1  | 3,6  | ⌀ | 14,7 |
| Mittl. Tagesmin. (°C)  | −4,0 | −2,6 | 0,2  | 4,5  | 8,9  | 12,4 | 13,7 | 13,3 | 9,7  | 5,0  | 1,5  | −1,8 | ⌀ | 5,1  |
|                        |      |      |      |      |      |      |      |      |      |      |      |      |   |      |
| Niederschlag (mm)      | 35,0 | 36,0 | 40,0 | 46,0 | 64,0 | 78,0 | 78,0 | 70,0 | 48,0 | 42,0 | 49,0 | 44,0 | Σ | 630  |
|                        |      |      |      |      |      |      |      |      |      |      |      |      |   |      |
| Sonnenstunden (h/d)    | 2,0  | 2,0  | 4,0  | 6,0  | 8,0  | 8,0  | 9,0  | 7,0  | 7,0  | 4,0  | 2,0  | 1,0  | ⌀ | 5    |
|                        |      |      |      |      |      |      |      |      |      |      |      |      |   |      |
| Regentage (d)          | 15,0 | 14,0 | 13,0 | 13,0 | 13,0 | 14,0 | 13,0 | 13,0 | 10,0 | 13,0 | 14,0 | 15,0 | Σ | 160  |

| −4,0 |

| −2,6 |

| 0,2 |

| 4,5 |

| 8,9 |

| 12,4 |

| 13,7 |

| 13,3 |

| 9,7 |

| 5,0 |

| 1,5 |

| −1,8 |

| −4,0 |

| −2,6 |

| 0,2 |

| 4,5 |

| 8,9 |

| 12,4 |

| 13,7 |

| 13,3 |

| 9,7 |

| 5,0 |

| 1,5 |

| −1,8 |

| N i e d e r s c h l a g | 35,0 | 36,0 | 40,0 | 46,0 | 64,0 | 78,0 | 78,0 | 70,0 | 48,0 | 42,0 | 49,0 | 44,0 |
|                         | Jan  | Feb  | Mär  | Apr  | Mai  | Jun  | Jul  | Aug  | Sep  | Okt  | Nov  | Dez  |

## Geschichte
1260 schlug hier Ottokar II. Přemysl von Böhmen Bela IV. von Ungarn. Ottokar fiel 1278 knapp nördlich des Marchfelds in der Schlacht bei Dürnkrut und Jedenspeigen gegen Rudolf von Habsburg. Im 16. Jahrhundert siedelten sich (ähnlich wie im Burgenland) Kroaten an, die die Volksgruppe der Marchfeldkroaten bildeten, die sich bis Mitte des 19. Jahrhunderts halten konnte. 1809 kämpfte Österreich bei Aspern und (Deutsch-)Wagram gegen Napoléon. 1837 wurde im Marchfeld die Kaiser-Ferdinand-Nordbahn als erste Dampfeisenbahn Österreichs in Betrieb genommen. 1870 wurden die Laaer Ostbahn und die Marchegger Ostbahn eröffnet. (Die Bahnstrecken erscheinen auf Plänen wie mit dem Lineal schnurgerade durch das Marchfeld gezogen.) 1918/1919 verbrachte der ehemalige Träger der Krone, Karl I., auf Schloss Eckartsau vor der Emigration die letzten Wochen im Inland. Geografisch zählen die unverbauten Randgebiete des 21. und des 22. Bezirks von Wien, beide am linken Donauufer, zum Marchfeld.

### Kunst und Theater
In Strasshof eröffnete am 19. September 2015 das Kulturzentrum Marchfeld Strasshof (KUMST). Die Feierlichkeiten wurden u. a. mit der Aufführung einer Operette begangen: Ein von Carl Millöcker und Ludwig Anzengruber für das Wiener Harmonietheater in Alsergrund konzipiertes Werk – Der Sackpfeifer – erlebte dabei seine Uraufführung, da es zu Lebzeiten der Autoren noch nicht auf die Bühne gelangt war.

### Marchfeldschlösser

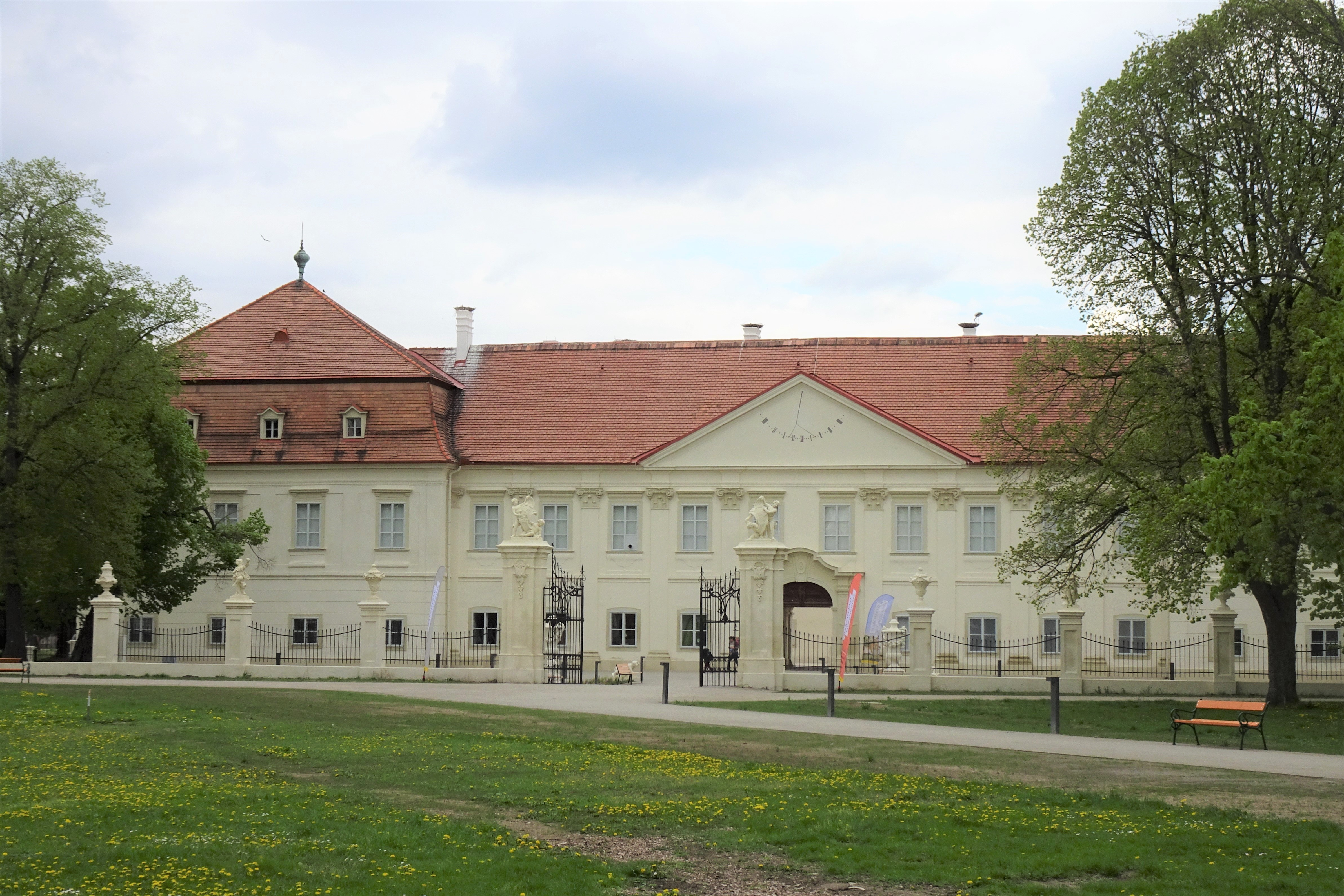
Schloss Marchegg; eines der „Marchfeldschlösser“

Unter dem Begriff „Marchfeldschlösser“ bzw. „Marchfelder Schlösserreich“ werden sechs im Marchfeld gelegene Schlösser touristisch vermarktet. Die Schlösser sind Hof, Niederweiden, Orth/Nationalparkzentrum, Marchegg, Eckartsau, sowie Obersiebenbrunn (nur der Gartenpavillon).

### Kleinregion
Kleinregionen sind Zusammenschlüsse von niederösterreichischen Gemeinden auf freiwilliger Basis, die die regionale Zusammenarbeit verbessern sollen. Im Oktober 2006 wurde der Verein MAREV und damit die Kleinregion Marchfeld gegründet. Zur Kleinregion Marchfeld zählen sich die Gemeinden Aderklaa, Andlersdorf, Deutsch-Wagram, Eckartsau, Engelhartstetten, Gänserndorf, Glinzendorf, Groß-Enzersdorf, Großhofen, Haringsee, Lassee, Leopoldsdorf im Marchfeld, Mannsdorf an der Donau, Marchegg, Markgrafneusiedl, Obersiebenbrunn, Orth an der Donau, Parbasdorf, Raasdorf, Strasshof an der Nordbahn, Untersiebenbrunn, Weiden an der March und Weikendorf zusammengeschlossen.